# Phyllonorycter belotella
Phyllonorycter belotella is een vlinder uit de familie mineermotten (Gracillariidae). De wetenschappelijke naam is voor het eerst geldig gepubliceerd in 1859 door Staudinger.
De soort komt voor in Europa.